# Loi relative à la prévention de la délinquance
La loi du 5 mars 2007 sur la prévention de la délinquance a été promulguée sous le gouvernement Villepin (UMP). Elle a été précédée par la loi du 13 décembre 2005 sur la récidive des infractions pénales et la loi du 23 janvier 2006 relative à la lutte contre le terrorisme, et suivie, en août 2007, par la loi sur la récidive issue d'un projet de loi de la garde des Sceaux Rachida Dati, du gouvernement Fillon.
La loi a fait l'objet d'une saisine du Conseil constitutionnel, qui s'est prononcé le 3 mars 2007 . L'opposition dénonçait en particulier les réformes de l'ordonnance de 1945 sur l'enfance délinquante, alourdissant la justice des mineurs, ainsi que les dispositions de l'art. 8 sur le partage des informations entre les professionnels de l'action sociale et les maires et présidents de conseils généraux, au nom du droit à la vie privée. Le Conseil a cependant rejeté ces requêtes.

## Structure de la loi
- Chapitre I (art. 1 à 7) : Dispositions générales (rôle du maire, conseil local de sécurité et de prévention de la délinquance, rôle du conseil général…)
- Chapitre II (art. 8 à 13) : Dispositions de prévention fondées sur l'action sociale et éducative (rôle de l'action sociale, conseil pour les droits et devoirs des familles et accompagnement parental, …)
- Chapitre III (art. 14 à 29) : Dispositions tendant à limiter les atteintes aux biens et à prévenir les troubles de voisinage (mises en demeure, code de la route, modification de la section du code rural dédié aux « animaux dangereux et errants », restreignant notamment la liste des personnes autorisées à détenir des « chiens d'attaque » ou des « chiens de garde et de défense » (art. 25-26), assouplissement des obligations prévues par l'art. 2 de la Loi Besson sur les gens du voyage (art. 27) …)
- Chapitre IV (art. 30 à 32) : « Dispositions fondées sur l'intégration » (service volontaire citoyen de la police nationale, créé par l'art.30 [2], rôle du commissaire du Gouvernement, …)
- Chapitre V (art. 33 à 46) : « Dispositions relatives à la prévention d'actes violents pour soi-même ou pour autrui » (suivi socio-judiciaire des personnes coupables d'infractions, FIJAIS, …)
- Chapitre VI (art. 47 à 54) : « Dispositions tendant à prévenir la toxicomanie et certaines pratiques addictives » (injonctions thérapeutiques, rôle du médecin relais, …)
- Chapitre VII (art. 55 à 62) : « Dispositions tendant à prévenir la délinquance des mineurs » (modification de l'Ordonnance du 2 février 1945 sur l'enfance délinquante, peine d'emprisonnement, contrôle judiciaire, …)
- Chapitre VIII (art. 63 à 66): « Dispositions organisant la sanction-réparation et le travail d'intérêt général » (rôle de la sanction-réparation, stage de responsabilité parentale, …
- Chapitre IX (art. 67 à 82) : Dispositions diverses (condition d'accès à une formation, collectivités territoriales, rôle des gardes champêtres, …)

## Dispositions fondamentales
La loi a aggravé les peines prévues dans le code de la construction et de l'habitation (L126-3) concernant l'occupation des cages d'escalier et des parties communes (art. 20 de la loi).
L'art. 19 introduit l'art. L. 300-7 dans le Code de l'urbanisme, autorisant le préfet après obliger le propriétaire d'un centre commercial dégradé de le rénover, lorsque celui-ci est dans une zone urbaine sensible (ZUS) et que son état compromet « la rénovation urbaine d'un quartier ».
L'art. 40 modifie la loi pour la confiance dans l'économie numérique (art. 6), en obligeant les FAI à prévenir l'« incitation à la violence » et les « atteintes à la dignité humaine ». Elle pénalise notamment le « happy slapping » .
L'art. 44 introduit la notion de « guet-apens » ainsi que celle d'« embuscade » dans le Code pénal (art. 132-71-1), défini de manière large : « Le guet-apens consiste dans le fait d'attendre un certain temps une ou plusieurs personnes dans un lieu déterminé pour commettre à leur encontre une ou plusieurs infractions. » Le même article crée le délit de « diffusion d'images de violence ».
L'art. 45 crée un nouvel article dans le Code pénal (322-11-1) pénalisant la « détention ou le transport de substances ou produits incendiaires ou explosifs ainsi que d'éléments ou substances destinés à entrer dans la composition de produits ou engins incendiaires ou explosifs en vue de la préparation, caractérisée par un ou plusieurs faits matériels, des infractions définies à l'article 322-6 ou d'atteintes aux personnes » (cinq ans d'emprisonnement et 75 000 euros d'amende).

### Rôle des maires dans l'éducation
L'art. 12 de la loi modifie le Code de l'éducation (art. L131-6), en autorisant les maires à mettre en place un fichier informatique recensant les élèves de sa commune, afin de contrôler leur assiduité scolaire. Les avertissements prononcés par les inspecteurs d'académie à l'égard des personnes responsables de l'enfant, qui peuvent éventuellement donner lieu à la mise en place d'un contrat de responsabilité parentale, sont inscrits dans ce fichier (art. L131-8).

### Prévention de la toxicomanie et répression du trafic des stupéfiants
Concernant la toxicomanie, elle a donné au juge la possibilité de traiter ce contentieux par un mode procédural simplifié afin d’accélérer le traitement des affaires, et créé un « stage de sensibilisation aux dangers de l’usage de produits stupéfiants » . Il s'agit là d'une mesure alternative aux poursuites, à l'ordonnance pénale et à la composition pénale. Ce stage peut notamment être imposé à la suite d'une infraction au Code de la route.
Dans le cadre de la répression du trafic de stupéfiants, elle a créé l'art. 706-32 du Code de procédure pénale, qui permet à la police « d'acquérir des produits stupéfiants » et de « mettre à la disposition des personnes se livrant à ces infractions des moyens de caractère juridique ou financier ainsi que des moyens de transport, de dépôt, d'hébergement, de conservation et de télécommunication ». Ces nouvelles procédures d'infiltration ne peuvent toutefois « constituer une incitation à commettre une infraction » sous « peine de nullité » de la procédure.

### FIJAIS
Elle a permis d'obliger les personnes inscrites au FIJAIS (« Fichier judiciaire automatisé des auteurs d'infractions sexuelles ») et punies de crimes ou de délits punis d'au moins 10 ans d'emprisonnement de se présenter, non plus tous les six mois, mais tous les mois auprès de son commissariat afin de justifier de son domicile (art. 42 de la loi, art. 706-53-5 du Code de procédure pénale).

### Renforcement des pouvoirs du président de la Chambre de l'instruction
L'article 221-3 du code de procédure pénale prévoit qu'il peut, soit d'office, soit à la demande du ministère public, soit à la demande de la personne mise en examen, demander que la Chambre de l'instruction statue sur l'état de la procédure si une personne est mise en détention provisoire depuis au moins trois mois. Cela donne lieu à une audience publique et contradictoire. Les personnes pourront donc être entendues. Le texte dit que les parties peuvent déposer des mémoires où ils pourront demander une remise en liberté, une demande d'acte ou une demande d'annulation d'acte.